# Vache d'Hérens
Pour les articles homonymes, voir Hérens.
La vache d'Hérens (prononcez érein) ou Eringer en allemand, est une race bovine suisse originaire du val d’Hérens, en Valais.

## Origine
Elle appartient au rameau pie rouge des montagnes et elle ressemble beaucoup à l'évolène qui est en quelque sorte une hérens pie rouge. L'alpine hérens est originaire du val d'Hérens, en Valais (Suisse), où, montagnarde à courtes pattes, elle grimpe facilement jusqu’à 3 000 mètres d'altitude. Ses ancêtres étaient présents en Valais vers 3000 av. J.-C. comme l'atteste un fragment de crâne retrouvé dans le site archéologique de Sion-Saint-Guérin (Chaix 1986). C'est en 1859 que la race d'Evolène, désignée dès 1861 sous le nom de race d'Hérens, est mentionnée pour la première fois dans les listes de concours.
Jadis très répandue en Valais, l'alpine hérens (également appelée « valais », ou « Eringer » en allemand) a connu une énorme diminution de ses effectifs dans les années 1950, avec l'exode rural qui a vu de nombreux éleveurs quitter les montagnes. Elle doit aujourd'hui sa survie en grande partie aux traditionnels combats de reines de troupeaux, et à ses amoureux inconditionnels, qui ne voudraient pour rien au monde élever d'autres vaches. Moins productive que les races simmental, montbéliarde, Tarentaise ou Abondance, elle perdure pour le côté folklorique des combats pour désigner la reine du troupeau. C'est une attraction au mois de mai, avant la montée à l'alpage (Inalpe). Une ferme pilote a été implantée à Vétroz, en Valais, où l'ensemble du troupeau est constitué d'hérens, une partie pour la production laitière, avec une moyenne de 15 litres de lait par jour, et la seconde partie pour les batailles de reines. Beaucoup d'éleveurs alpins se font un devoir de conserver une ou deux vaches de combat dans leur troupeau. Toutefois, chez les producteurs français de fromage AOC, elles ont disparu. En effet, seules les vaches tarentaise, abondance ou montbéliarde sont autorisées. Les vaches noires sont interdites pour éviter le "camouflage" [pas clair] de Holstein.
Le troupeau suisse compte quelque 6 200 têtes dont 5 400 vaches et 181 taureaux inscrits dans le livre généalogique. Les Alpes italiennes, et plus précisément le Val d'Aoste (voisin du Valais), en comptent autant. Quant aux Alpes françaises, elles regrouperaient à peine 350 vaches (2005) et 11 taureaux, dans la région de Chamonix, au pied du Mont Blanc. Des combats de reines existent aussi en Autriche avec une race aux mêmes origines : la Tux-zillertal.

## Morphologie
Sa robe est monochrome, rouge foncé ou noire, châtain. Sa tête est large et courte, surmontée d'un chignon un peu plus clair et une paire de cornes en forme de guidon de vélo, à pointes noires. Elle a un cou puissant et le front large, une poitrine profonde. Ses membres sont courts, ce qui en fait une vache très trapue.

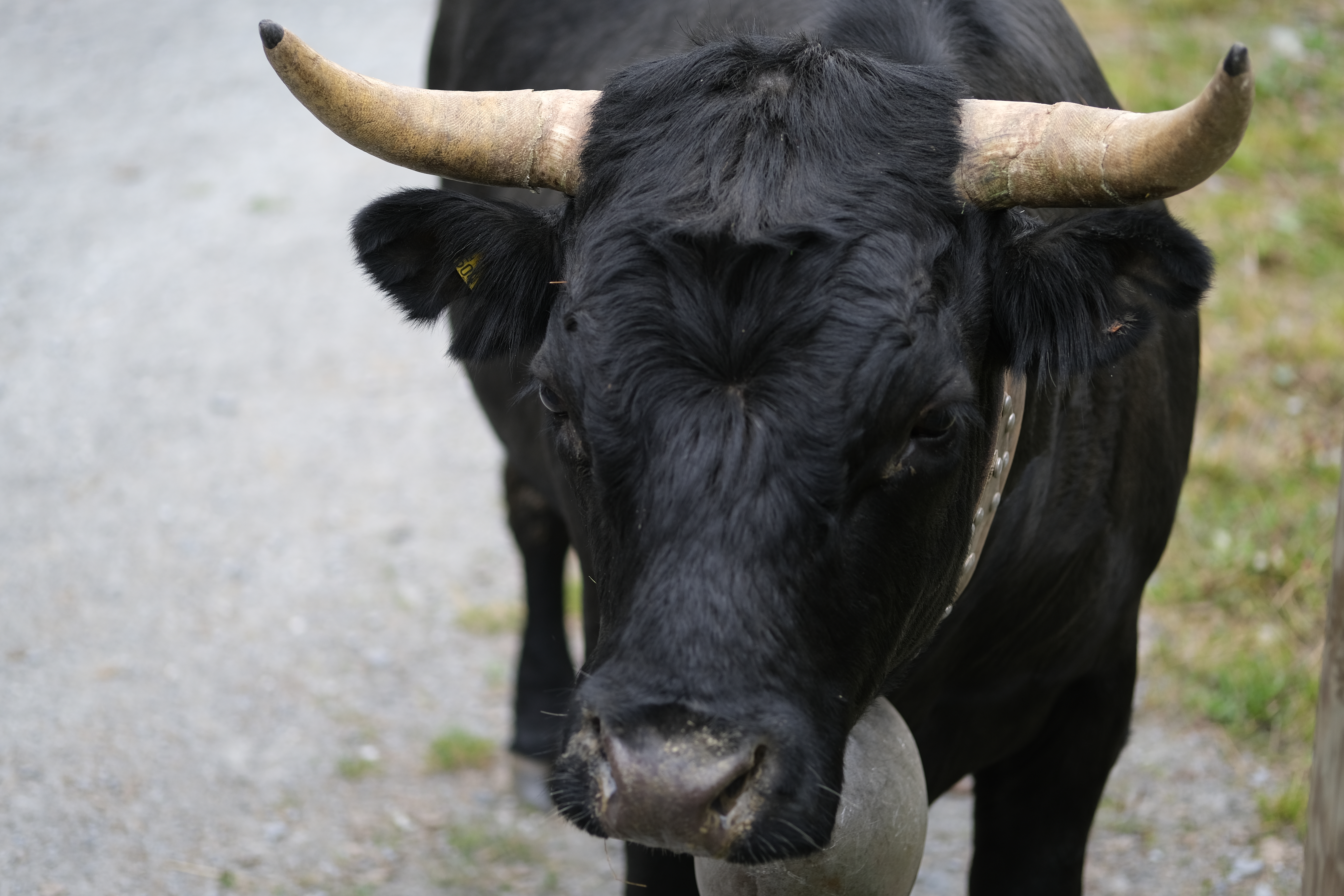
La tête d'une vache d'Hérens de face.
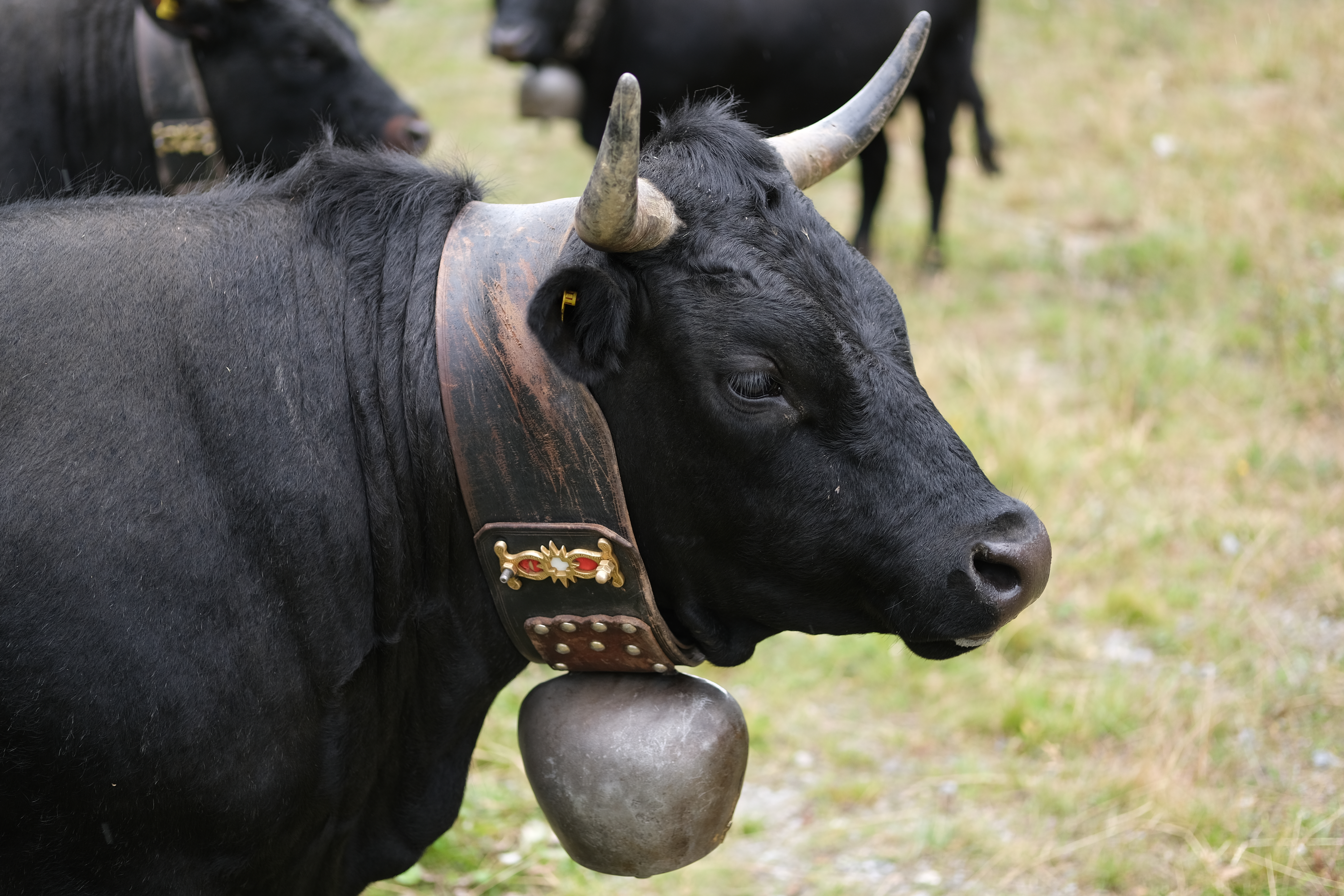
La tête d'une vache d'Hérens de profil.
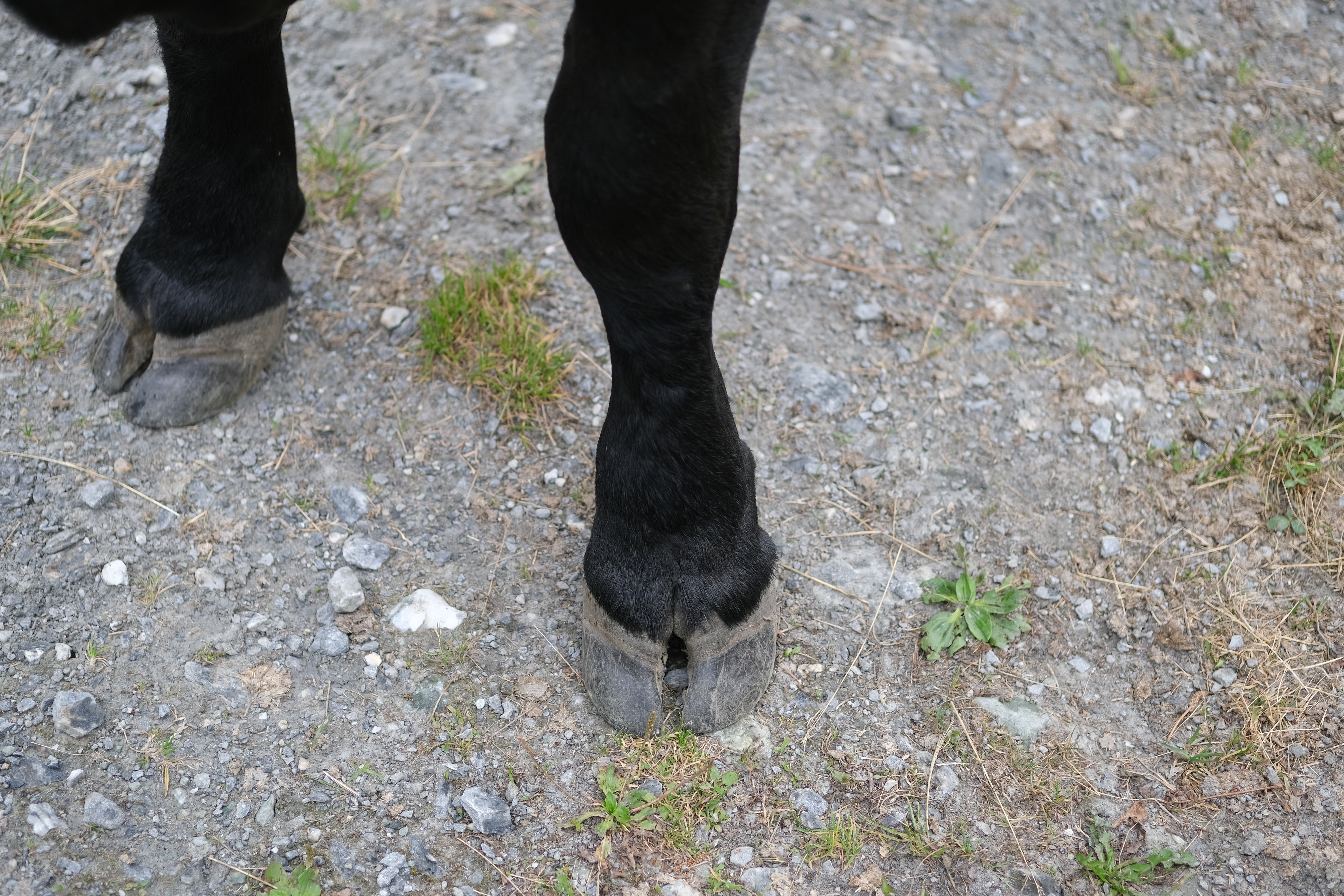
Les sabots avants d'une vache d'Hérens.
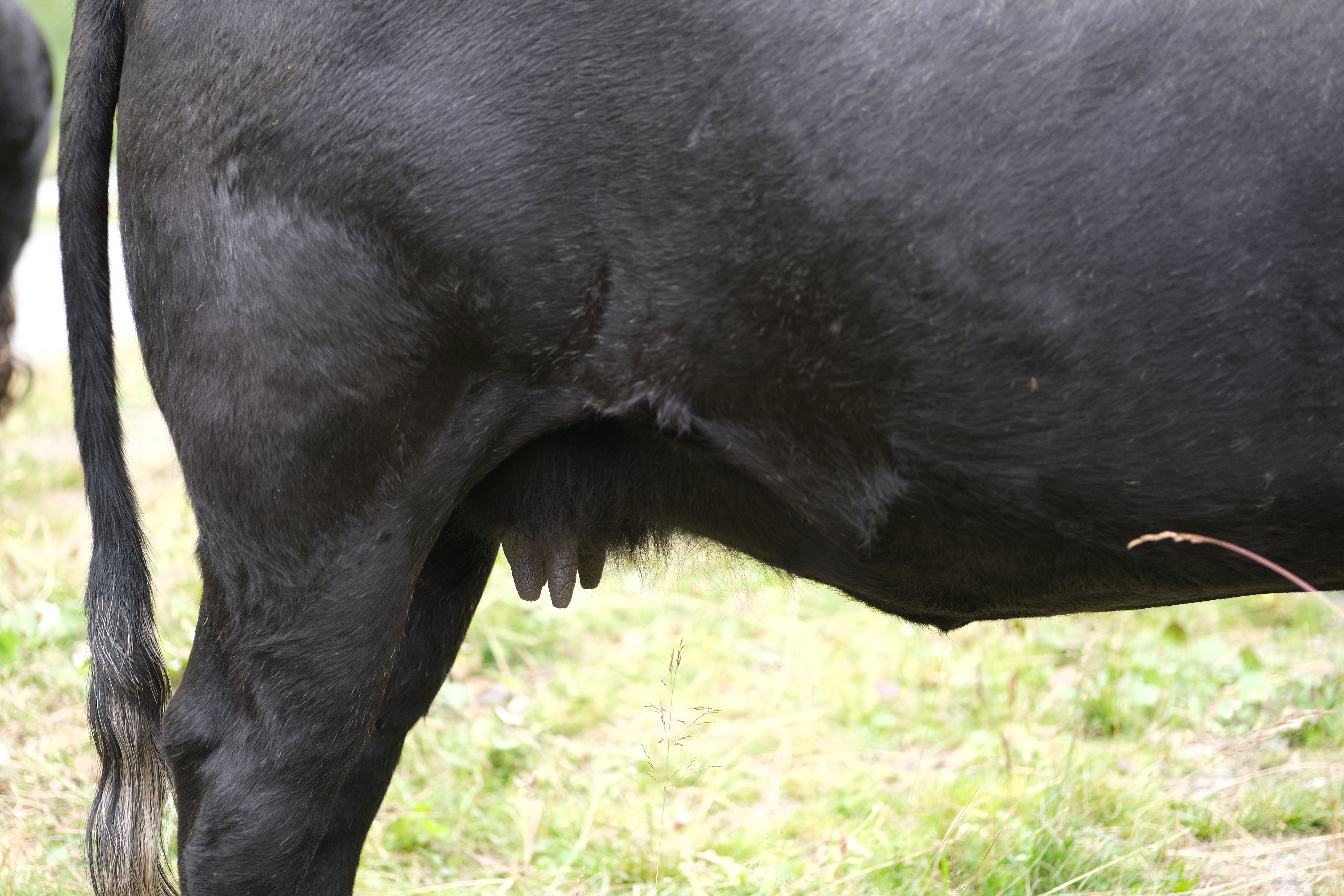
Les mamelles et le ventre d'une vache d'Hérens.
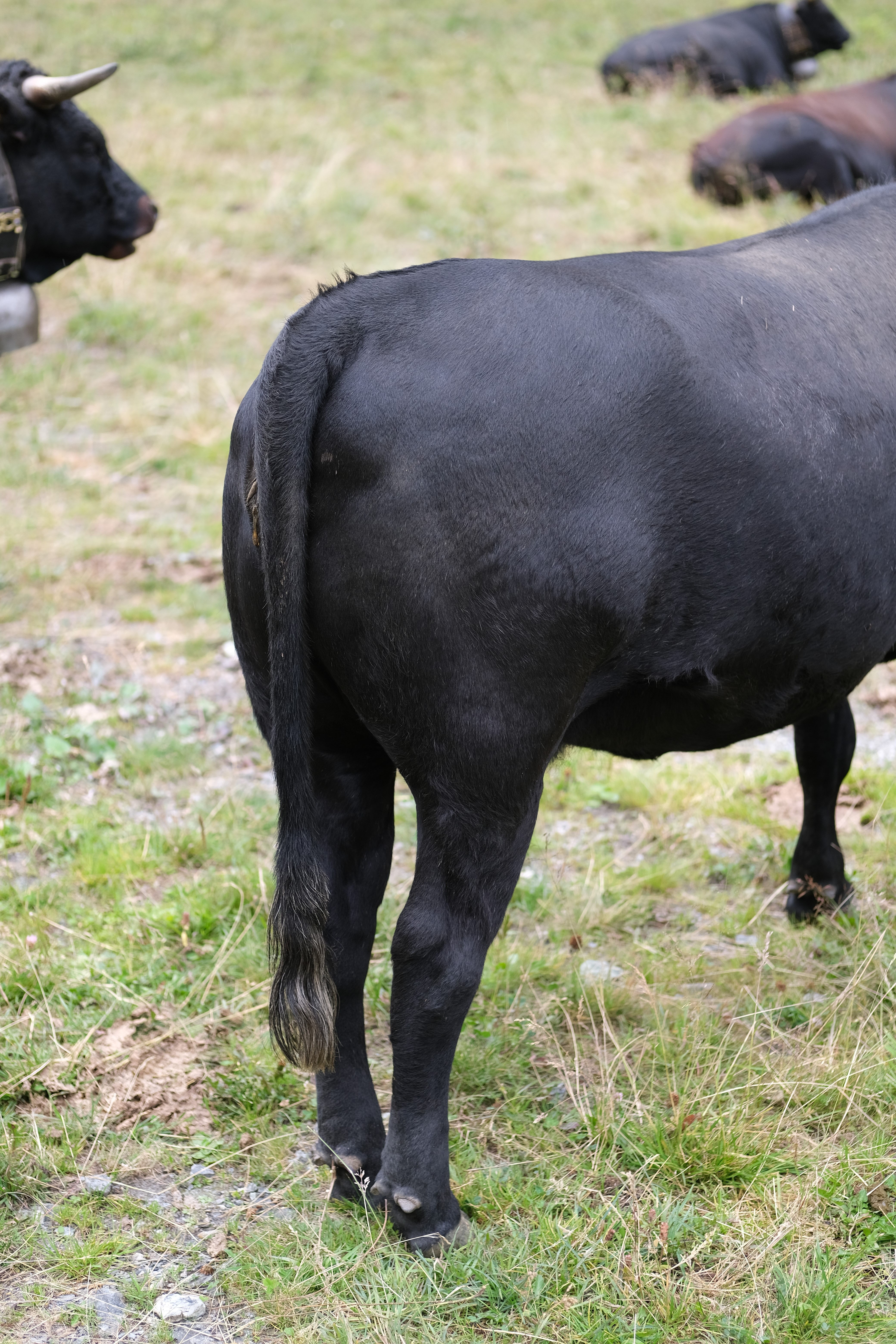
La croupe d'une vache d'Hérens.

## Aptitudes
C'est une race à multiples fonctions. La première est folklorique avec les combats de reines. Ensuite, c'est une laitière qui donne tout de même 3 000 kg d'un lait riche en protéines et une carcasse en veau ou vache de réforme bien conformée. La viande est fine et savoureuse, en partie grâce à la nourriture des alpages. Le niveau de 3 000 kg de lait est un maximum, car les éleveurs veulent conserver les qualités combatives de leurs bêtes.
Les éleveurs l'apprécient également pour sa douceur : entre les combats, les vaches retrouvent leur tempérament de douceur qui les rend si attachantes à leurs propriétaires. Sa rusticité en fait une montagnarde parfaite : c'est une excellente marcheuse qui se déplace aisément dans les terrains difficiles. Cette race a conservé un tempérament grégaire prononcé qui permet une conduite plus facile des animaux sur les pâturages d'altitude où les grands troupeaux présentent une étonnante cohésion. Elle est dotée d'un instinct maternel développé et n'a que peu de difficultés au vêlage. Il a lieu principalement d'octobre à décembre, et un quart de janvier à avril, ce qui permet d’organiser des batailles sur deux saisons, printemps et automne. L'été dans l'alpage, est consacré à la production de lait et à l’élevage des veaux. 

## Les combats de reines

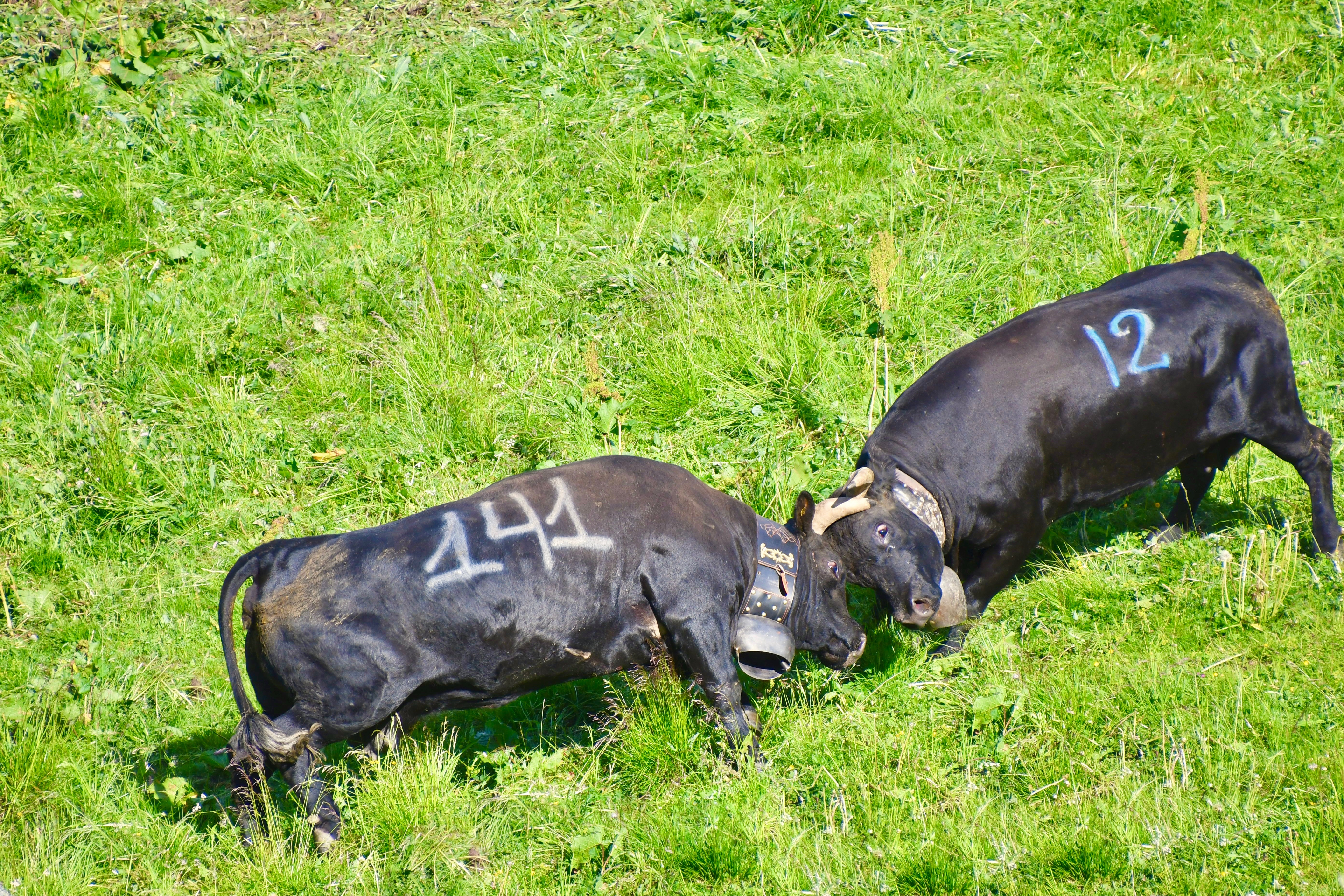
Combat d'alpage

Les animaux de cette race sont dotés d'un tempérament vif et belliqueux qui se concrétise par la manifestation d'un rituel de dominance exacerbé. Les combats auxquels se livrent naturellement les vaches lors de la mise à l'herbe, de la montée à l'alpage (inalpe) ou lors de la réunion de deux troupeaux en témoignent. Cette aptitude est bien sûr à la base de l'organisation des combats de vaches qui ont lieu chaque printemps.
En Valais, ces manifestations rassemblent plus d'une centaine d'animaux répartis en diverses catégories selon l'âge et le poids. Ces rencontres sportives se déroulent entre deux vaches qui, l'une en face de l'autre, front contre front, poussent chacune jusqu’à ce que l'une d'entre elles recule. Après maintes joutes, l'une des combattantes est déclarée « Reine » par le jury.
De telles manifestations sont également organisées dans le Val d'Aoste avec les animaux de la race Castana et, depuis quelques années, en Haute-Savoie (dans la vallée de Chamonix).
Après la désignation de la « Reine » lors de ces combats semi-dirigés, le bétail part en transhumance et une nouvelle hiérarchie propre à chaque troupeau est établie spontanément entre les bêtes durant les premiers jours de l'estive.
L'aptitude au combat fait partie intégrante du patrimoine génétique de la race. Les travaux de Pierrich Plusquellec ont permis d'identifier l'influence importante de l'entretien par l'ascendance de la « réactivité émotionnelle ».

### Ouvrages imprimés
- Pierrich Plusquellec, Influence d'une sélection pour la combativité et l'aptitude à la dominance sur le comportement social et la réactivité émotionnelle des bovins domestiques femelles de la race d'Hérens (thèse de doctorat d'État en biologie), Paris, Université de Paris XIII, UFR des Lettres, des Sciences de l'Homme et des Sociétés, 2001, 240 p. (lire en ligne)
- Yvonne Preiswerk (dir.), Bernard Crettaz (dir.) et Jean-Marc Biner (photographe) (préf. Kurt Furgler et Raymond Deferr), Le pays où les vaches sont reines, Sierre / Genève, Monographic / Musée d'ethnographie, 1990, 495 p.  — Deuxième édition illustrée
- Jean-Yves Gabbud (dir.), Race d'Hérens : comment sortir une reine ? Débat La sortie hivernale du bétail (Actes du colloque organisé par la Fondation Manuel Michellod), Sierre, Édition à la Carte, 2005, 134 p.